# Młyn Okup
Młyn Okup  – młyn wodny nad Grabią wybudowany w drugiej połowie XIX w., rozebrany po 1951 r. Był zlokalizowany na terenie wsi Okup Mały w powiecie łaskim, w województwie łódzkim.

## Historia

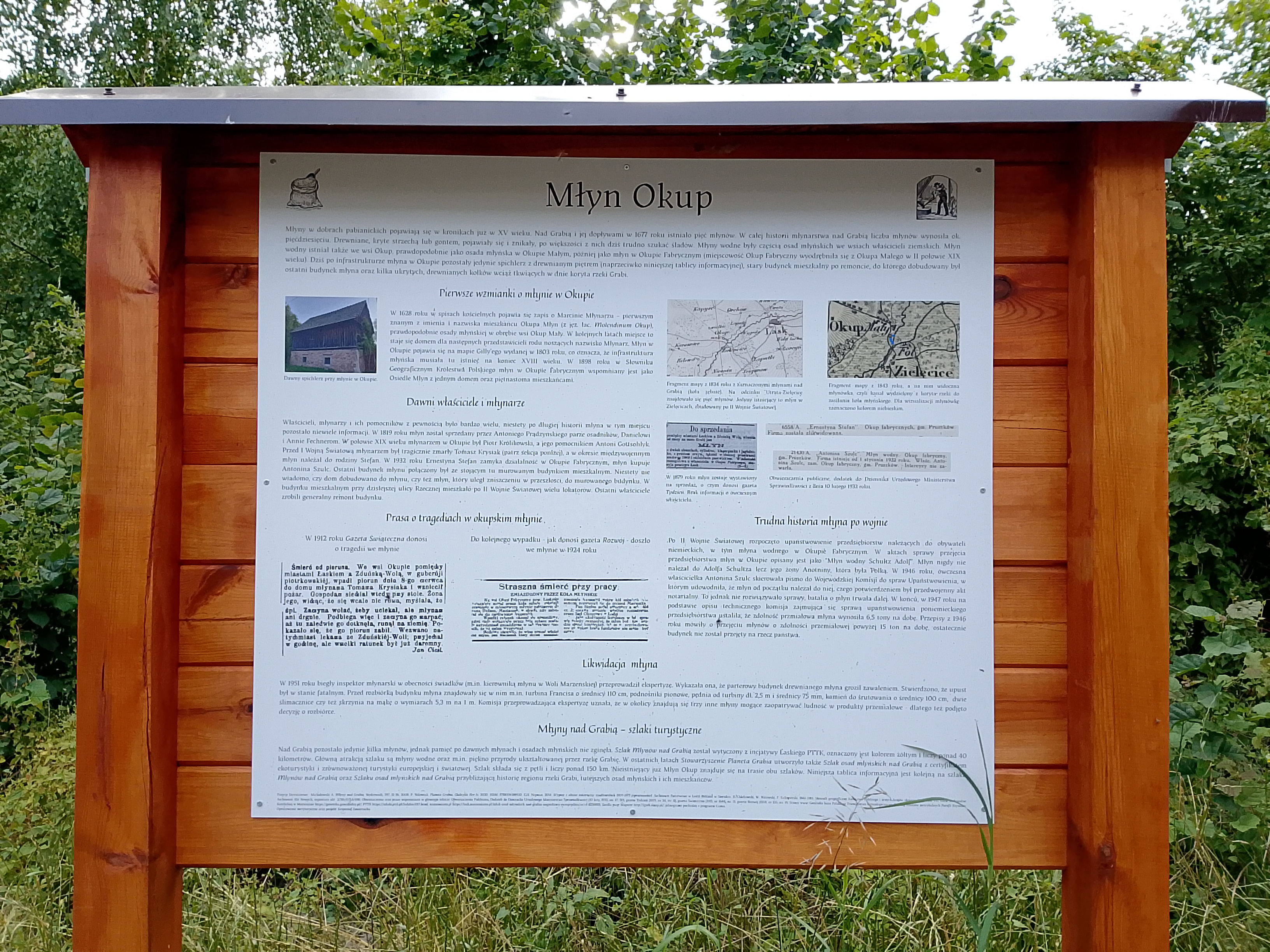
Tablica poglądowa

Młyny usytuowane na prawym brzegu Grabi w sąsiedztwie osady Okup Fabryczny istniały od niepamiętnych czasów. Ostatni z istniejących młynów był wybudowany w drugiej  połowie XIX w. jako budynek drewniany, parterowy, z dachem dwuspadowym krytym gontami. Wkrótce dach pokryto dodatkowo papą. Początkowo był poruszany kołem wodnym podsiębiernym, a następnie (od 1918 r.) - turbiną wodną. Posiadał 2 pary kamieni młyńskich (zastąpionych następnie 2 parami walców), perlak, żubrownik, jagielnik i urządzenia czyszczące. W okresie II wojny światowej był z krótkimi przerwami czynny. W okresie PRL został upaństwowiony, lecz po krótkim okresie podjęto decyzję o rozebraniu młyna. Zachował się budynek młyńskiego spichlerza, który stanowi atrakcję turystyczną.
W sąsiedztwie dawnego młyna przebiega turystyczny Szlak Młynów Nad Grabią.